# The Bag Man
The Bag Man is een Amerikaanse misdaad-thrillerfilm uit 2014 geregisseerd door David Grovic. De film is gebaseerd op de originele scenario van James Russo. De hoofdrollen worden vertolkt door John Cusack, Rebecca Da Costa, Robert De Niro, Crispin Glover en Dominic Purcell.
De film ging in de Verenigde Staten in première op 28 februari 2014 in New York en Los Angeles. The Bag Man heeft een beperkte lancering gekregen; de film is slechts in zes landen uitgegeven.

## Rolverdeling
- John Cusack als Jack
- Rebecca Da Costa als Rivka
- Robert De Niro als Dragna
- Crispin Glover als Ned
- Dominic Purcell als Larson
- Sticky Fingaz als Lizard
- Martin Klebba als Guano
- Theodus Crane als Goose
- David Shumbris als Pike
- Mike Mayhall als deputy Jones
- Danny Cosmo als de bisschop